# Olympische Sommerspiele 1948/Teilnehmer (Neuseeland)
| Gelbes Symbol für Goldmedaillen mit stilisierten Olympischen Ringen | Graues Symbol für Silbermedaillen mit stilisierten Olympischen Ringen | Braundes Symbol für Bronzemedaillen mit stilisierten Olympischen Ringen |
| ------------------------------------------------------------------- | --------------------------------------------------------------------- | ----------------------------------------------------------------------- |
| —                                                                   | —                                                                     | —                                                                       |

Neuseeland nahm an den Olympischen Sommerspielen 1948 in London mit einer Delegation von sieben Sportlern –  darunter eine Frau – teil, ohne eine Medaille zu erringen.

## Teilnehmer nach Sportarten

### Leichtathletik
- John Holland
400 Meter Hürden: Halbfinale

- Doug Harris
800 Meter: Halbfinale

- Harold Nelson
5000 Meter: Vorrunde
10.000 Meter: teilgenommen

### Boxen
- Bob Goslin
Federgewicht: 1. Runde

### Radsport
- Nick Carter
Straßenradrennen: DNF

### Schwimmen
- Ngaire Lane
Frauen, 100 Meter Rücken: Halbfinale

### Gewichtheben
- Maurice Crow
Bantamgewicht: 8. Platz